# Roberto Alcaide
Roberto Alcaide (ur. 22 marca 1978) – hiszpański niepełnosprawny kolarz. Mistrz i wicemistrz paraolimpijski z Aten w 2004 roku. Srebrny i brązowy medalista paraolimpijski z Pekinu w 2008 roku.

## Medale Igrzysk Paraolimpijskich

### 2008
- – Kolarstwo – bieg pościgowy indywidualnie – LC 2
- – Kolarstwo – trial na czas – LC 2

### 2004
- – Kolarstwo – bieg pościgowy indywidualnie – LC 2
- – Kolarstwo – wyścig uliczny/trial na czas – LC 2